# 安巴萊馬

安巴萊馬是哥倫比亞的城鎮，位於該國中西部，由托利馬省負責管轄，距離首府伊瓦格78公里，始建於1627年8月15日，面積239平方公里，海拔高度44米，2005年人口7,563。
4°47′N 74°46′W / 4.783°N 74.767°W